# Salvia spathacea
Salvia spathacea ist eine Pflanzenart aus der Gattung Salbei (Salvia) innerhalb der Familie der Lippenblütler (Lamiaceae). Sie ist in Kalifornien beheimatet und wird dort auch häufig als Zierpflanze verwendet.

## Beschreibung

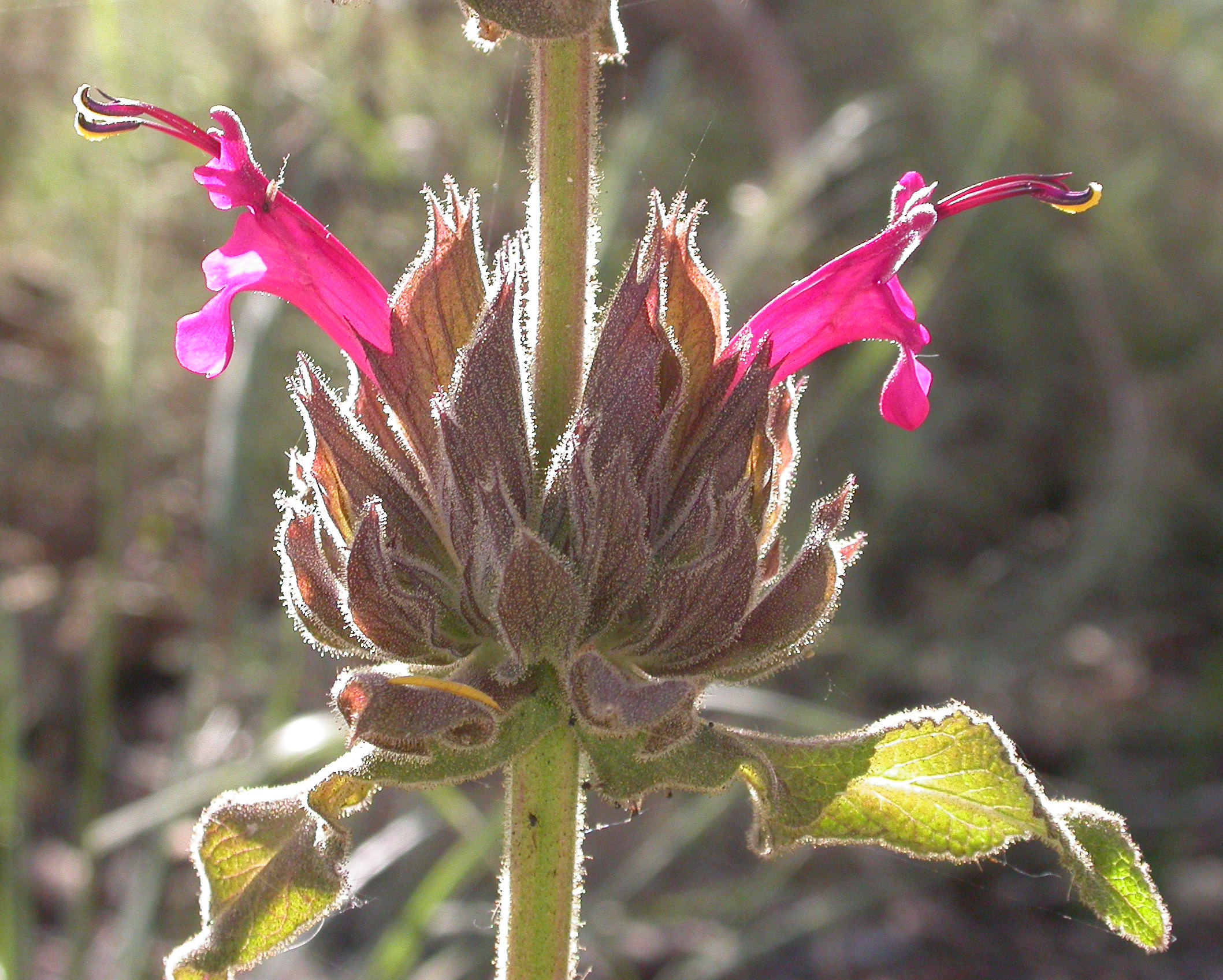
Scheinquirl mit zygomorphen Blüten

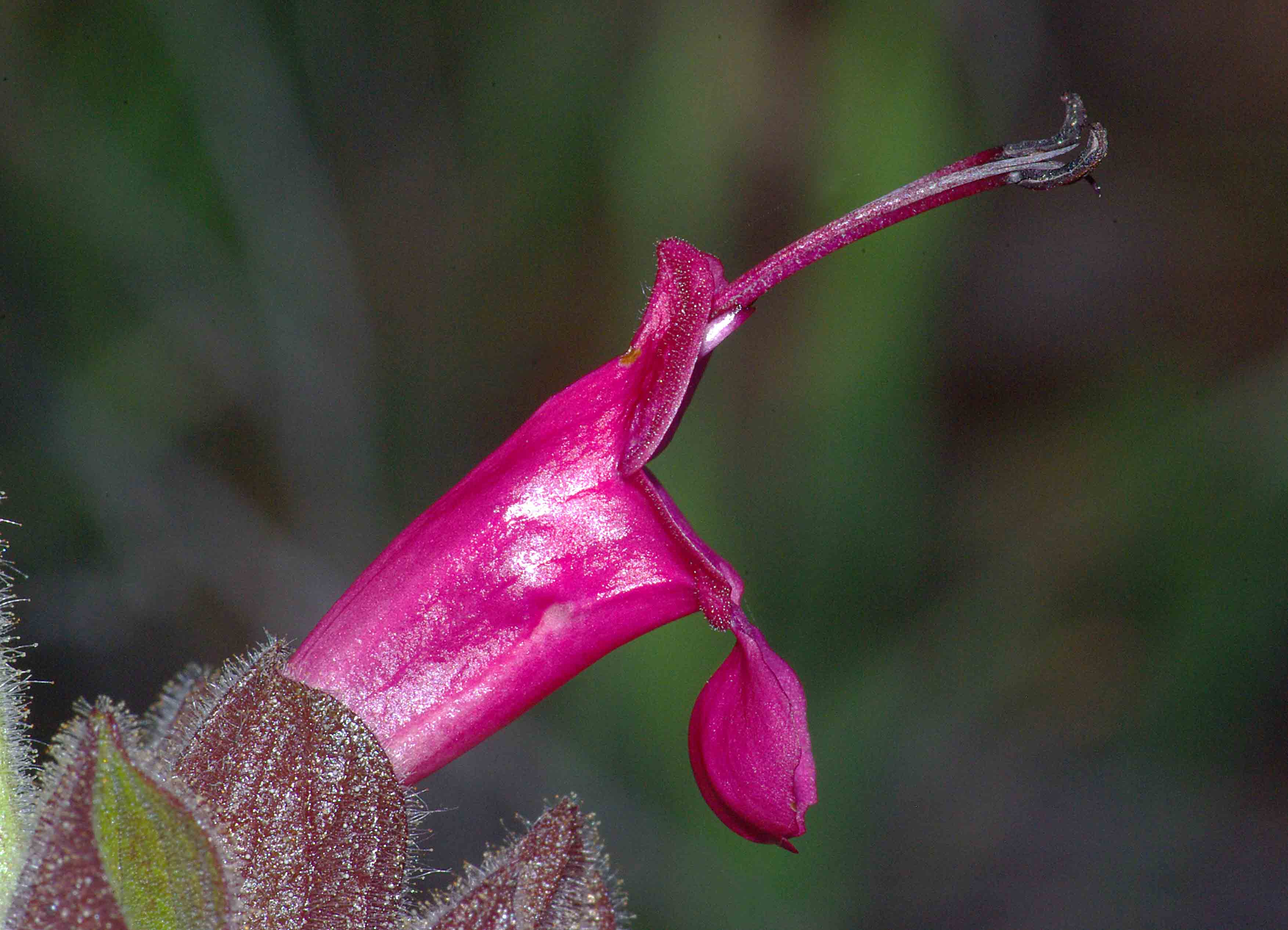
Zygomorphe Blütenkrone im Detail

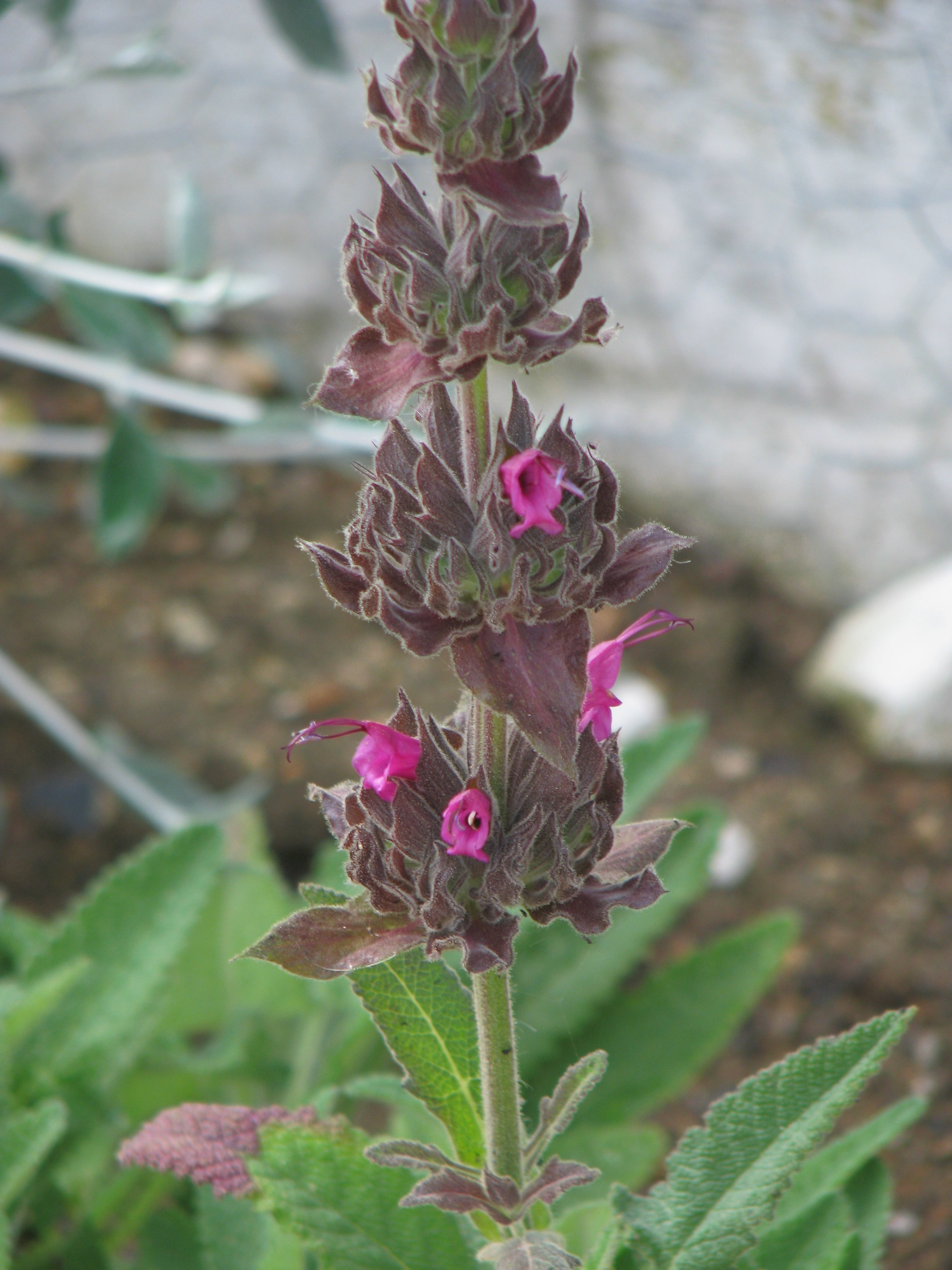
Blütenstand mit Scheinquirlen

### Vegetative Merkmale
Salvia spathacea wächst als immergrüne, ausdauernde krautige Pflanze, die Wuchshöhen von 45 bis 120 Zentimetern erreicht. Die Pflanzenteile duften fruchtig-aromatisch. Sie bildet mit unterirdischen, verholzenden Rhizomen langsam dichte, über 1,5 Meter breite Matten. Die niederliegenden bis aufsteigenden, selten verzweigten Stängel sind drüsig behaart.
Die meist grundständig und die wenigen gegenständig am Stängel angeordneten Laubblätter sind in Blattstiel und -spreite gegliedert. Der Blattstiel ist relativ lang. Bei den grundständigen Laubblättern sind die Blattspreiten einfach, bei einer Länge von 10 bis 20 Zentimetern sowie an der Spreiten einer Breite von bis zu 10 Zentimetern spieß- bis pfeilförmig, leicht klebrig, weich, fruchtig duftend, mit rund-gezähntem Blattrand, dunkelgrüner, runzeliger und leicht behaarter Blattoberseite, blassgrüner, dichter behaarter Blattunterseite und sie ist deutlich geadert. Entlang des Stängels bis zum Blütenstand sitzen vereinzelt kleinere, eher schmal-lanzettliche Laubblätter.

### Generative Merkmale
Am Naturstandort reicht die Blütezeit von Ende Februar bis Juni, gelegentlich blüht sie auch im Herbst. Die auffälligen Tragblätter und Kelchblätter bleiben über die Blütezeit hinaus erhalten. Der endständige, 15 bis 30 Zentimeter lange Blütenstand ist eine aufrechte, unterbrochene Ähre mit drei bis sechs, etwa 5 Zentimeter voneinander entfernten, dichten Scheinquirlen, die Durchmesser von bis zu 6 Zentimeter aufweisen und jeweils zehn bis zwanzig Blüten enthalten. Die grünen bis rötlich-purpurfarben Tragblätter sind ganzrandig und bei einer Länge von 1,5 bis 4 Zentimetern eiförmig bis ei-lanzettlich.
Die zwittrige Blüte ist zygomorph und fünfzählig mit doppelter Blütenhülle. Die fünf 1,5 bis 2 Zentimeter langen, spatelförmigen Kelchblätter sind dunkel-weinrot bis rotbraun und stark drüsig behaart. Die 3 bis 4,5 Zentimeter lange, dunkelrosa bis purpurrote Blütenkrone besteht aus einer 2 bis 3,5 Zentimeter lange Kronröhre und zwei ungleichen Kronlippen. Ihre Oberlippe ist 5 bis 10 Millimeter lang sowie flach. Die Unterlippe ist 6 bis 14 Millimeter lang und zurückgebogene unter mit einem breiten, verkehrt-eiförmigen mittleren Kronlappen. Die Staubblätter ragen weit über die obere Kronlippe hinaus.
Die Klausenfrucht zerfällt in vier Klausen. Die graubraunen, netzartig dunkel linierten und gesprenkelten Klausen sind bei einer Länge von 3,5 bis 6,5 Millimetern kugelig bis eiförmig.

### Chromosomensatz
Die Chromosomengrundzahl ist x = 15. Es liegt Diploidie vor, also 2n = 30.

## Ökologie
Die Blüten von Salvia spathacea sind ornithophil und werden von Kolibris bestäubt.

## Vorkommen
Der Endemit Salvia spathacea kommt nur im westlichen Teil Kaliforniens vom Sacramento Valley und der San Francisco Bay Area südwärts entlang der Küste über die Kalifornische Küstengebirge und Transverse Ranges bis in die San Jacinto Mountains vor.
Salvia spathacea besiedelt mehr oder weniger nährstoff- und humusreiche, trockene, eher kalkarme Böden an grasbewachsenen, sonnigen bis halbschattigen Hängen. Sie wächst im „Küstensalbeigebüsch“ („coastal sage scrub“) und in lichten Eichenwäldern des Chaparral bis in Höhenlagen von 800 Metern. Sie gedeiht auch unter großen Sträuchern und Bäumen wie der Kalifornischen Steineiche, dem Kalifornischen Lorbeer und dem Amerikanischen Erdbeerbaum und ist oft mit der Kriechenden Schneebeere und dem Tellerkraut vergesellschaftet.

## Verwendung
In Kalifornien wird Salvia spathacea als robuste, trockenheits- und schattentolerante Zierpflanze verwendet und wegen ihres angenehmen Duftes und der lang haltenden Blütenstände geschätzt. Die verblühten, aber noch attraktiven Blütenstände passen gut zu einjährigen Sommerblumen wie dem orangeblütigen Kalifornischen Mohn und den hellblauen Hainblumen (Nemophila). Salvia spathacea gedeiht am besten auf durchlässigen, nährstoff- und humusreichen Böden an sonnigen bis halbschattigen Standorten. Er lässt sich auch als Bodendecker im trockenen Halbschatten unter Bäumen einsetzen. Es gibt mehrere Auslesen und Sorten, beispielsweise ‚Cerro Alto‘ (45 cm hoch, apricotfarbene Blüte) und ‚Powerline Pink‘ (aufrecht bis 200 cm, rotviolette Blüte). Salvia spathacea blüht in Mitteleuropa erst ab April oder Mai und ist nur bedingt winterhart bis −9 °C (Zone 8b).

## Systematik
Die Erstbeschreibung von Salvia spathacea erfolgte 1892 durch den US-amerikanischen Botaniker und Theologen Edward Lee Greene in Pittonia, Band 2, S. 236 auf Basis von Audibertia grandiflora Benth. (1833). Der ältere Pflanzenname wurde damit zum homotypischen Synonym. Der artspezifischen Namensteil spathacea bedeutet „mit Spatha“ und bezieht sich hier auf die farbigen Tragblätter, welche die jungen Blütenbüschel ähnlich wie eine Spatha umschließen.
Salvia spathacea wird der Untergattung Audibertia der Gattung Salvia zugeordnet. Diese Untergattung enthält 20 in Nordamerika beheimateten Arten, mit dem Zentrum der Artenvielfalt in der Wüste des Großen Beckens.